# Sven Ramström (militär)
Sven Ramström, född den 27 april 1886 i Stora Tuna församling, Kopparbergs län, död den 28 december 1965 i Korsnäs, Falun, var en svensk militär.

## Biografi
Ramström blev underlöjtnant vid Dalregementet 1907 och löjtnant 1912. Han genomgick Krigshögskolan 1918–1920, blev kapten 1922, major i armén 1931, vid Jönköpings-Kalmar regemente 1932, överstelöjtnant vid Södra skånska infanteriregementet 1935 samt överste och chef vid Norrbottens regemente 1937. Han var chef för infanteriskjutskolan 1942–1943 och 1945–1946 samt sekundchef för Svea livgarde 1943–1945. Ramström blev riddare av Svärdsorden 1928 och av Vasaorden 1936, kommendör av andra klassen av Svärdsorden 1940 och kommendör av första klassen 1943.